# Schismatoglottis mayoana
Schismatoglottis mayoana là một loài thực vật có hoa trong họ Ráy (Araceae). Loài này được Bogner & M.Hotta miêu tả khoa học đầu tiên năm 1983.